# 大阪市立今川小学校
大阪市立今川小学校（おおさかしりつ いまがわしょうがっこう）は、大阪府大阪市東住吉区今川4丁目にある公立小学校。

## 概要
東住吉区の北部に位置する。周辺の田辺・桑津・南百済・平野西の4小学校の校区を再編し、1952年に開校した。

## 沿革
1952年、大阪市立田辺小学校、大阪市立桑津小学校、大阪市立南百済小学校、大阪市立平野西小学校の校区の一部を分離再編する形で大阪市立今川小学校が開校した。
1974年には平野西小学校から校区の一部を編入している。

### 年表
- 1952年4月1日 - 大阪市立今川小学校として創立。2・3年生を田辺・桑津・南百済・平野西の4小学校より編入。
- 1952年10月10日 - 開校記念式典を実施。
- 1974年7月22日 - 平野西小学校の校区の一部を編入。
- 1976年4月 - 養護学級を設置。
- 1977年12月10日 - 標準服を制定。
- 1982年11月2日 - 大阪市算数教育研究発表全国大会の会場校となる。
- 1986年 体育館・屋上プール設置。
- 1998年 パソコン教室設置。

## 通学区域
- 大阪市東住吉区
  - 今川4・7丁目
  - 今川8丁目の一部
  - 中野1・2丁目
  - 駒川1丁目の一部
  - 駒川2丁目
  - 西今川1丁目の一部
  - 西今川2・3・4丁目

卒業生は基本的に大阪市立白鷺中学校に進学する。

## 交通
- 近鉄南大阪線 今川駅 東へ約500m。